# Yacimiento arqueológico de Moncín
El yacimiento arqueológico de Moncín, cueva de Moncín o sima de Moncín es un conjunto de dos cuevas en Borja (Aragón, España) que incluyen restos de habitación y enterramiento que datan del Eneolítico a la Edad del Bronce. (2600-1300 a. C.)
Está incluido en la lista de elementos del arte rupestre del arco mediterráneo de la península ibérica (Patrimonio de la Humanidad) de 1998.

## Descripción

### Descripción general
El yacimiento se encuentra en la Muela de Borja, en la vecindad de la actual carretera entre el Santuario de Misericordia y El Buste. El área se encontraba cerca de recursos cinegéticos en época neolítica y en la Edad de los Metales. Las dos cavernas naturales de Moncín se complementan con dos abrigos rocosos abiertos hacia el noreste y desde las que se controla visualmente un amplio espacio natural. Hay restos de pinturas rupestres en la cavidad principal, en rojo y negro, que serían inscribibles dentro del arte esquemático ibérico. En el interior de las cuervas se encuentra también un manantial, existiendo varias fuentes de agua similares en las proximidades. Junto a las cavernas se han excavado restos de un poblado agrícola con estructuras de mampostería y arcilla.
El conjunto de Moncín, que alcanza las 6 hectáreas de extensión, sería el principal yacimiento de una amplia comunidad prehistórica, que desde allí se expandió por toda la muela borjana hasta haberse llegado a documentar una cuarentena de asentamientos. Los arqueólogos creen que dada la larga ocupación de Moncín y la presencia de decoraciones y enterramientos, el poblado tendría alguna primacía política o religiosa dentro de la zona. Su función sería más estratégica como base para el control de un amplio territorio que de centro económico. Así, Harrison propuso que sería una comunidad pastoralista tendente a habitar pequeños asentamientos dispersos, limitando la estratificación social y el papel de un poder central además de hacer los ciclos demográficos de expansión y declive más acusados.
En Moncín se han desenterrado restos humanos de más de cuarenta personas. El arqueólogo Isidro Aguilera cree que el yacimiento incluía un espacio para la preservación de los huesos de los ancestros de la comunidad en lo que sería un enterramiento secundario. En él, los huesos de los antepasados se mantendrían por motivos religiosos y como legitimación de la ocupación del territorio por la comunidad del poblado.

### Economía y restos materiales
Son notables los indicios de cultivo del olivo en las inmediaciones del poblado de Moncín, siendo uno de los emplazamientos más antiguos conocidos para este cultivo. Otros cultivos del poblado incluirían cereal, legumbres y bellotas. El poblado tiene restos de silos que permitían almacenar la producción de los campos circundantes. Se han llegado a documentar 50 silos, con tipologías similares a otros yacimientos vecinos como el de Balsa la Tamariz de Tauste. Se ha observado indicios de fuego en los silos, que se atribuyen a un uso controlado tras su vaciado para asegurar su sellado y esterilizarlos. 
Pese a esta actividad agraria la caza en el entorno debió, sin embargo, seguir siendo una actividad económicamente importante para el poblado durante todo el periodo de ocupación, quizás destacando como fuente de pieles dada la cantidad de ciervos de corta edad entre los restos y la presencia ocasional de otras presas como linces. La abundancia de restos animales muestra que se produjo igualmente una actividad ganadera con la cría de caballos, bovinos y ovicapridos. Particularmente abundantes son los restos de caballos, que además de por su carne eran criados como animal de trabajo. Los autores creen que la monta a caballo fue un elemento clave para permitir la explotación de un área extensa como es la Muela de Borja. Por todo ello los autores creen que Moncín fue un exitoso centro de exportación de productos animales que intercambiaba por otros artículos dentro de las redes comerciales del valle del Ebro, probablemente de forma complementaria a la producción de otros poblados vecinos como el de Monte Aguilar.
La industria lítica del yacimiento es más numerosa en las fases iniciales, siendo posteriormente sobrepasada en número por los útiles de hueso. Se mantuvo sin embargo la producción de herramientas de sílex, particularmente enseres agrícolas de piedra como dientes de hoz (de los que se han documentado más de 400, más que en ningún otro yacimiento del periodo). Se ha encontrado igualmente herramienta de piedra pulida como son hachas y molinos. Entre los hallazgos significativos cabe mencionar tres útiles asociados a la minería, los únicos de esa tipología en el valle del Ebro.
La industria ósea del emplazamiento es particularmente numerosa, con más de 19 000 piezas estudiadas, principalmente de la etapa del bronce final. El material proviene principalmente de astas de cérvidos y huesos de ovicápridos, aunque se han documentado múltiples orígenes adicionales. Los restos óseos han permitido el estudio de múltiples tipologías de punzones y alfileres prehistóricos. Otros materiales de huesos incluyen biseles, puntas de flecha, botones de perforación en V y peines. El material muestra continuidad y transición tecnológica en el valle del Ebro de la Edad de Piedra a la Edad de Bronce.
En el poblado también se han encontrado cerámicas de vaso campaniforme así como cerámicas decoradas como en los yacimientos de Cataluña (Arbolí) o de tipo Cogotas I y Ciempozuelos, estilos típicos de la meseta. No se han identificado en cambio muestras de las decoraciones habituales en el Levante peninsular o en Andalucía. En total, se encontraron más de 1000 fragmentos con decoraciones principalmente del periodo eneolítico y del bronce tardío. Los hallazgos permitieron establecer, como en el caso de los restos óseos, una cronología de los estilos cerámicos prehistóricos en la península ibérica. La variedad de orígenes de la cerámica sugieren que se importaban a cambio de los productos animales del asentamiento. Sus estilos y usos, tanto para líquidos como para alimentos, han dado lugar a teorías sobre su uso social.
Aunque no se han preservados restos directos, el hallazgo de materiales auxiliares para la fabricación de textiles e improntas de cestería muestran la presencia de estas industrias. También se ha documentado la presencia de conchas y abalorios que muestran el comercio con otros asentamientos cerca de cursos fluviales o en la costa. Se ha encontrado en el yacimiento también material metálico hecho en cobre y bronce, así como útiles de metalurgia. El uso sistemático de materiales como la piedra para herramientas cotidianas apunta sin embargo a que el metal era escaso y valioso.

## Historia del yacimiento
El poblado parece haber sido abandonado tras un terremoto que colapsó parte de las cavernas. A raíz de ello las capas estatigráficas se hallan perturbadas, habiéndose tenido que recurrir a otros mecanismos para datar los hallazgos. En paralelo se ven indicios de un declive en asentamientos similares en las cercanías en el valle del Ebro. El principal centro local de población parece haber pasado al posterior poblado de Bursau, si bien tras un hueco en la información arqueológica de 1250 a. C. a 800 a. C.
La zona del yacimiento sufrió diferentes usos en épocas posteriores. Fue usado como horno de cal en época romana. Se han encontrado también algunos restos materiales de esta etapa que han sido sin embargo tildados de "poco significativos".
En el siglo XX el yacimiento estuvo a punto de ser arrasado debido a la explotación de una cantera antes de ser el proyecto bloqueado por las autoridades locales. La instalación de varios parques eólicos en las muelas de Borja ha sido igualmente motivo de preocupación entre los interesados en la cueva. Las inmediaciones del yacimiento han sufrido igualmente varios incendios forestales, incluyendo el incendio forestal de Añón de Moncayo de 2022.
El yacimiento fue dado a conocer en el mundo científico por los trabajos de Isidro Aguilera, entonces responsable de arqueología del Centro de Estudios Borjanos y posteriormente del Museo de Zaragoza. Aguilera propuso el yacimiento como "sitio arqueológico de interés nacional", siendo protegido el emplazamiento. El yacimiento fue excavado en sucesivas campañas en 1979-1987, atrayendo la participación de especialistas de la universidad de Zaragoza y de expertos internacionales como Richard J. Harrison, de la universidad de Bristol. 
Moncín I, la cueva principal con pinturas, fue declarada Bien de Interés Cultural (BIC) con el código RI-51-0009509 en 1996. En 1998 esta protección fue expandida al ser incluida como parte de los emplazamientos protegidos del arte rupestre del arco mediterráneo de la península ibérica (Patrimonio de la Humanidad). El 23 de octubre de 2001 fue declarado también BIC el resto del yacimiento arqueológico.